# Hiro Nakamura
Hiro Nakamura és un personatge de ficció de la sèrie de la NBC Herois, que posseeix la capacitat de manipular l'espai-temps. Això vol dir que Hiro és capaç d'alterar el flux del temps, la teleportació i el viatge en el temps. Al programa, és interpretat per l'actor japonès Masi Oka.

## Història del personatge
Hiro Nakamura és un oficinista japonès de 24 anys que treballa a l'empresa del seu pare, Kaito Nakamura. A més a més també té una germana major anomenada Kimiko Nakamura, vicepresidenta de l'empresa. A Hiro li encanten els còmics i els personatges anime, i treballar en l'empresa de son pare no li agrada prou.
La primera manifestació dels seu poder succeeix en el seu lloc de treball en Tòquio, aconseguint que un dels rellotges de l'oficina retrocedeixi un segon. La segona manifestació la té en el viatge de retorn a casa. Hiro viatja amb el metro i pensant en el que havia passat de matí amb el rellotge, inconscientment aconseguix tele-transportar-se a Nova York, dos mesos cap al futur. En eixe viatge trobarà l'estudi d'Isaac Mendez i, en ell, el propietari mort en estranyes circumstàncies. Poc després arribarà la policia, que el creurà culpable de l'assassinat, però en eixe instant es produeix l'explosió d'una bomba atòmica de la que aconseguix escapar i tornar al metro de Tòquio en temps present com si haguera transcorregut tan sols un segon. A partir d'eixe moment, i imbuït per la mística dels herois del còmics, decideix emprendre un viatge cap a Nova York amb el seu amic, Ando Masahashi, per intentar aturar la bomba.

## Poders
L'habilitat que té Hiro d'alterar la continuïtat de l'espai/temps li confereix:
- Teletransportar-se al lloc que vulgui
- Viatjar a través del temps, tant endavant com cap enrere
- Manipular el temps, fent que vaja més a poc a poc i fins i tot parar-lo